# Eremocharis ancestralis
Eremocharis ancestralis är en insektsart som beskrevs av Stolyarov 1972. Eremocharis ancestralis ingår i släktet Eremocharis och familjen Pamphagidae. Inga underarter finns listade i Catalogue of Life.